# Donte DiVincenzo
Donte DiVincenzo (Newark, Delaware, 31 de enero de 1997) es un jugador de baloncesto estadounidense que pertenece a la plantilla de los Minnesota Timberwolves de la NBA. Con 1,93 metros de altura, juega en la posición de escolta.

## Trayectoria deportiva

### Instituto
Donte nació en Newark (Delaware), donde comenzó centrándose en el fútbol antes de empezar a interesarse por el baloncesto. Asistió al Salesianum High School, donde lideró al equipo de baloncesto a conseguir dos campeonatos estatales consecutivos. Como jugador de tercer año, promedió 15,8 puntos, 4,7 rebotes y 2,9 asistencias por partido, disputando también un encuentro de la Amateur Athletic Union. En su cuarto año promedió 22,9 puntos, 9 rebotes y 4 asistencias siendo nombrado Jugador del año en 2015 por la Association Delaware Sportswriters and Broadcasters Association’s Boys Basketball.

### Universidad

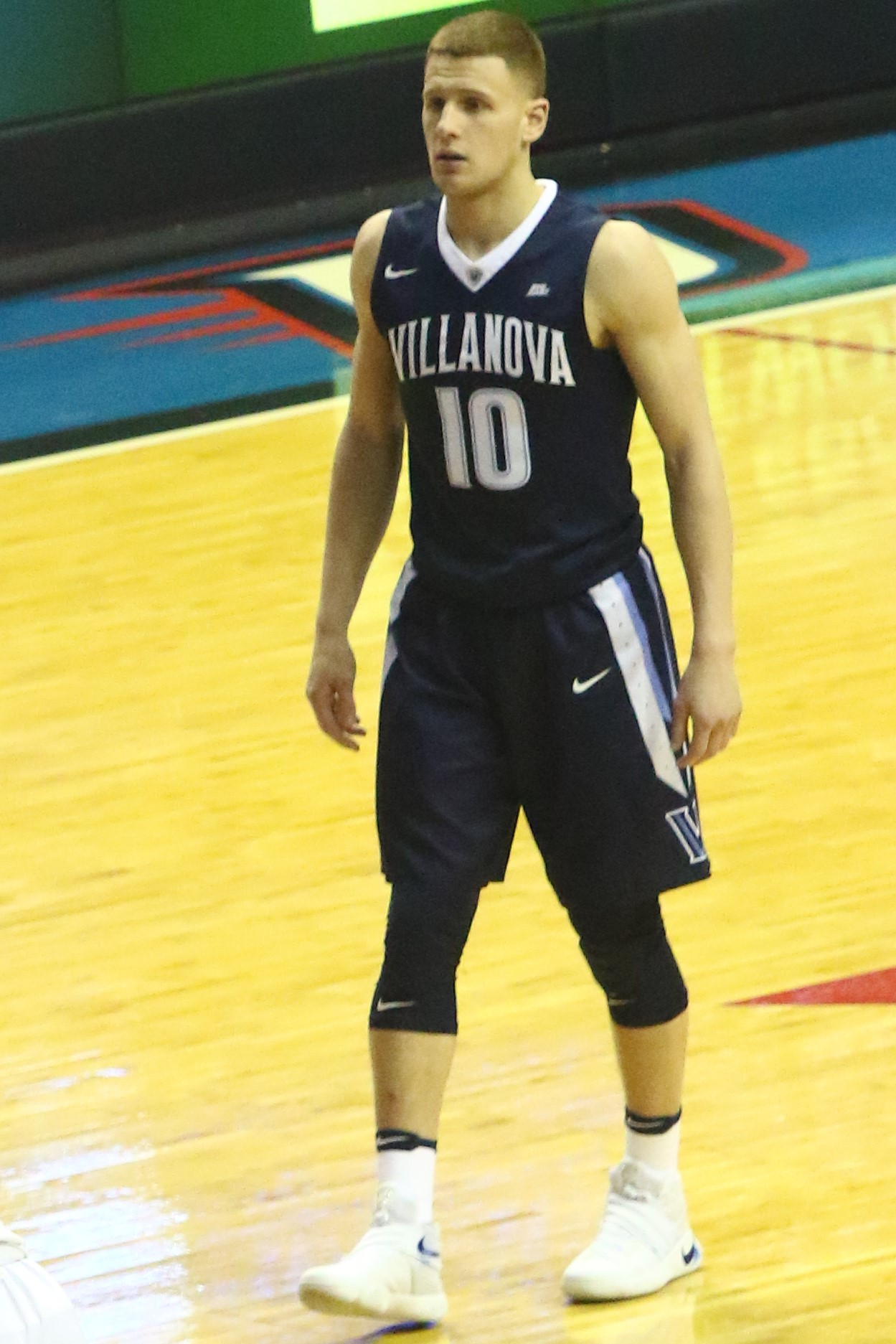
DiVincenzo en el McDonald's All-American Game de 2017.

En su primer año en la universidad de Villanova, jugó un total de 8 partidos con los Villanova Wildcats antes de sufrir una fractura en el quinto metatarso del pie derecho. La temporada siguiente, en su primer año completo, promedió 8,8 puntos y 3,8 rebotes por partido. Registró 19 puntos, 3 rebotes y 2 asistencias en la victoria por 70 – 57 ante St. John’s el 14 de enero del 2017. El 9 de marzo consiguió su mejor marca de la temporada con 25 puntos, además de 5 rebotes y 4 asistencias en la victoria por 108 – 67 ante St. John’s. En el torneo de la NCAA anotó 21 puntos y capturó 13 rebotes en la victoria por 76 – 56 ante Mount St. Mary’s en la primera ronda. Al término de su segundo año fue nombrado en el quinteto titular de la Big East de jugadores freshman y fue galardonado como Rookie del año.
En su temporada como sophomore, DiVincenzo anotó su mejor marca de su carrera ya que consiguió 30 puntos en la victoria por 86 – 75 ante Butler el 10 de febrero de 2018. Al finalizar la temporada regular, fue galardonado como el Mejor Sexto Hombre de la Big East. En la ronda de octavos de final del torneo de la NCAA de 2018, anotó 12 puntos y capturó 8 rebotes en la victoria de su equipo 71 – 59 ante Texas Tech. Fue nombrado como el Mejor Jugador de la Final Four de la NCAA tras conseguir el título de campeón ante Michigan, tras conseguir 31 puntos, estableciendo así, su mejor marca personal de anotación de su carrera (con cinco triples convertidos), además de 5 rebotes, 3 asistencias y puso 2 tapones. Siendo la mejor marca de un jugador que salía del banquillo en la Final Four de la NCAA. Fue apodado “Big Ragu” por el narrador Gus Johnson tras conseguir un palmeo en el último segundo del partido del 29 de enero de 2017 en el que Villanova consiguió la victoria ante la Universidad de Virginia. Fue apodado de esta manera debido a su herencia italiana y por ser pelirrojo.

#### Estadísticas
| Año     | Equipo    | PJ | PT | MPP  | %TC  | %3P  | %TL  | RPP | APP | ROB | TPP | PPP  |
| ------- | --------- | -- | -- | ---- | ---- | ---- | ---- | --- | --- | --- | --- | ---- |
| 2015–16 | Villanova | 9  | 1  | 8.2  | .286 | .176 | –    | 1.8 | .4  | .4  | .0  | 1.7  |
| 2016–17 | Villanova | 36 | 1  | 25.5 | .466 | .365 | .699 | 3.8 | 1.7 | .9  | .3  | 8.8  |
| 2017–18 | Villanova | 40 | 10 | 29.3 | .481 | .401 | .710 | 4.8 | 3.5 | 1.1 | .2  | 13.4 |
| Total   | Total     | 85 | 12 | 25.4 | .469 | .378 | .705 | 4.0 | 2.4 | .9  | .2  | 10.2 |

### Profesional
Fue elegido en la decimoséptima posición del Draft de la NBA de 2018 por Milwaukee Bucks.
En su tercer año en Milwaukee se hace con la titularidad, promediando 10,4 puntos y 5,8 rebotes en disputando 66 encuentros. El 25 de febrero de 2021 ante New Orleans Pelicans alcanza el máximo de su carrera con 24 puntos. El 20 de julio consiguió, con los Bucks, su primer anillo de campeón tras vencer a los Phoenix Suns en las Finales de la NBA.
El 10 de febrero de 2022 es traspasado a Sacramento Kings en un acuerdo entre cuatro equipos. Tras disputar 25 encuentros con los Kings, a finales de junio no consigue la renovación por lo que se convierte en agente libre.
El 1 de julio de 2022 firma un contrato por 2 años y $9,3 millones con Golden State Warriors.
El 1 de julio de 2023 firma un contrato por 4 años y $50 millones con New York Knicks. Durante su primera temporada en Nueva York, el 30 de diciembre de 2023 ante Indiana Pacers anota 38 puntos su mejor marca hasta la fecha, y el 25 de marzo de 2024, consigue su récord personal de anotación con 40 puntos, incluyendo 11 triples, récord de la franquicia.
Tras una temporada en Nueva York, el 27 de septiembre de 2024, es traspasado, junto a Julius Randle, a Minnesota Timberwolves a cambio de Karl-Anthony Towns.

## Estadísticas de su carrera en la NBA
|  | Denota temporada en la que ganó un Campeonato de la NBA |

### Temporada regular
| Año     | Equipo       | PJ  | PT  | MPP  | %TC  | %3P  | %TL  | RPP | APP | ROB | TPP | PPP  |
| ------- | ------------ | --- | --- | ---- | ---- | ---- | ---- | --- | --- | --- | --- | ---- |
| 2018-19 | Milwaukee    | 27  | 0   | 15.2 | .403 | .265 | .750 | 2.4 | 1.1 | .5  | .2  | 4.9  |
| 2019-20 | Milwaukee    | 66  | 24  | 23.0 | .455 | .336 | .733 | 4.8 | 2.3 | 1.3 | .3  | 9.2  |
| 2020-21 | Milwaukee    | 66  | 66  | 27.5 | .420 | .379 | .718 | 5.8 | 3.1 | 1.1 | .2  | 10.4 |
| 2021-22 | Milwaukee    | 17  | 0   | 20.1 | .331 | .284 | .852 | 3.5 | 1.7 | .6  | .2  | 7.2  |
| 2021-22 | Sacramento   | 25  | 1   | 26.6 | .362 | .368 | .839 | 4.4 | 3.6 | 1.5 | .2  | 10.3 |
| 2022-23 | Golden State | 72  | 36  | 26.3 | .435 | .397 | .817 | 4.5 | 3.5 | 1.3 | .1  | 9.4  |
| 2023-24 | New York     | 81  | 63  | 29.1 | .443 | .401 | .754 | 3.7 | 2.7 | 1.3 | .4  | 15.5 |
| 2024-25 | Minnesota    | 62  | 10  | 25.9 | .422 | .397 | .778 | 3.7 | 3.6 | 1.2 | .3  | 11.7 |
| Total   | Total        | 416 | 200 | 25.5 | .427 | .380 | .772 | 4.3 | 2.9 | 1.2 | .3  | 10.7 |

### Playoffs
| Año   | Equipo       | PJ | PT | MPP  | %TC  | %3P  | %TL  | RPP | APP | ROB | TPP | PPP  |
| ----- | ------------ | -- | -- | ---- | ---- | ---- | ---- | --- | --- | --- | --- | ---- |
| 2020  | Milwaukee    | 10 | 1  | 16.5 | .451 | .333 | .650 | 3.2 | 1.2 | .7  | .3  | 6.6  |
| 2021  | Milwaukee    | 3  | 3  | 23.3 | .188 | .167 | —    | 6.3 | 2.7 | 1.0 | .3  | 2.7  |
| 2023  | Golden State | 13 | 1  | 18.1 | .375 | .341 | .667 | 3.0 | 2.8 | .8  | .2  | 5.5  |
| 2024  | New York     | 13 | 13 | 35.8 | .419 | .425 | .867 | 4.0 | 2.6 | 1.2 | .9  | 17.8 |
| 2025  | Minnesota    | 15 | 0  | 25.1 | .365 | .318 | .769 | 3.1 | 3.3 | 1.4 | .3  | 8.7  |
| Total | Total        | 54 | 18 | 24.3 | .393 | .358 | .760 | 3.5 | 2.6 | 1.1 | .4  | 9.4  |

## Vida personal
Donte es hijo de John F. y Kathie DiVincenzo, y tiene un hermano mayor, John A. Sus abuelos son italianos, por lo que ha pedido la nacionalidad italiana, que le permitiría jugar con la selección de Italia.